# Santa Cecilia (film 1911)
Santa Cecilia, noto anche col sottotitolo La martire cristiana o come Cecilia martire cristiana, è un film del 1911 diretto da Enrique Santos.

## Trama
Cecilia, una giovane romana di buona famiglia, si converte al cristianesimo all'insaputa dei genitori. Ispirata dal suo vescovo Valvulo, comincia a compiere opere di bene. Cecilia è anche contesa tra due pretendenti, Valeriano e Quinto Lentulo. La sua scelta ricade sul primo, ma Cecilia gli promette di sposarlo solo a patto che anche lui si converta: a loro insaputa, Lentulo assiste alla scena. Valeriano accetta e viene battezzato da Valvulo nelle catacombe, per la gioia di Cecilia. I due si sposano secondo il diritto romano, ma nel mezzo della cerimonia irrompono i soldati, che arrestano Valeriano: per vendicarsi, lo scornato Lentulo ha denunciato infatti il rivale al prefetto. Condotto dinanzi al Senato, il giovane ammette di essere cristiano, baciando un crocifisso che aveva con sé, e viene condannato a morte. Cecilia e gli altri fedeli ne raccolgono il corpo nottetempo e lo seppelliscono nelle catacombe. Poco dopo anche Cecilia viene arrestata, confessa ed è condannata a morte. La sentenza viene eseguita nel privato della sua abitazione, dato lo status sociale della famiglia: invano i genitori cercano di convincerla ad adorare i loro dei e avere salva la vita. Proprio mentre i fedeli la piangono disperati, una croce si materializza nel punto in cui la santa è stata martirizzata.

## Distribuzione
È stato distribuito nel Regno Unito col titolo di St. Cecilia, mentre in Spagna come Santa Cecilia.

## Accoglienza
(Gualtiero Fabbri, La Cinematografia Italiana ed Estera del febbraio 1911.)
(The Bioscope del 2 febbraio 1911.)